# 시라노 (1950년 영화)
시라노(Cyrano De Bergerac)는 미국에서 제작된 마이클 고든 감독의 1950년 영화이다. 에드몽 로스탕의 동명 희곡이 영화의 원작이다. 호세 페레 등이 주연으로 출연하였고 스탠리 크레이머 등이 제작에 참여하였다.

## 출연

### 주연
- 호세 페레
- 말라 파워즈

### 조연
- 로이드 코리건
- 버지니아 파머
- 에드가 베리어
- 엘레나 베르두고
- 앨버트 카벤스

## 제작진
- 원작자: 에드몽 로스탕
- 프로듀서: 클렘 뷰챔프
- 협력프로듀서: 조지 글래스
- 미술: 루돌프 스터나드
- 의상: 조 킹